# Europapokal der Landesmeister (Handball) 1987/88
Dieser Artikel beschreibt den Europapokal der Landesmeister im Handball der Saison 1987/88. Es war die 28. Austragung des Wettbewerbs.

## 1. Runde
|                      | Gesamt |                         | Hinspiel | Rückspiel |
| -------------------- | ------ | ----------------------- | -------- | --------- |
| VÁÉV Bramac Veszprém | ??:??  | Maccabi Rishon Lezion   | 33:24    | ??:??     |
| Víkingur Reykjavík   | 67:22  | HB Liverpool            | 29:13    | 38:09     |
| Stavanger IF         | 33:50  | Kolding IF              | 16:25    | 17:25     |
| Ortigia Siracusa     | ??:??  | Bankasi Ankara          | ??:??    | 19:28     |
| Wagner Biro Graz     | 28:54  | Dukla Prag              | 15:29    | 13:25     |
| Amicitia Zürich      | 42:36  | ABC Braga               | 26:14    | 16:22     |
| IKN Larnaka          | ??:??  | Ionikos Athen           | ??:??    | ??:??     |
| HV Sittardia         | 29:38  | Sporting Neerpelt       | 19:20    | 10:18     |
| USM Gagny            | 35:40  | Elgorriaga Bidasoa Irún | 21:21    | 14:19     |
| Redbergslids IK      | 62:42  | BK-46 Karis             | 30:21    | 32:21     |
| Steaua Bukarest      | 48:43  | CSKA Sofia              | 26:22    | 22:21     |
| Fola Esch            | 22:59  | SC Empor Rostock        | 11:29    | 11:30     |
| VIF Vestmanna        | ??:??  | TUSEM Essen             | ??:??    | ??:??     |

ZSKA Moskau, Metaloplastika Šabac und Wybrzeże Gdańsk hatten Freilose und zogen damit direkt in die zweite Runde ein.

## 2. Runde
|                         | Gesamt |                      | Hinspiel | Rückspiel |
| ----------------------- | ------ | -------------------- | -------- | --------- |
| ZSKA Moskau             | 46:36  | VÁÉV Bramac Veszprém | 24:14    | 22:22     |
| Víkingur Reykjavík      | 44:37  | Kolding IF           | 19:16    | 25:21     |
| Bankasi Ankara          | 44:65  | Metaloplastika Šabac | 25:28    | 19:37     |
| Amicitia Zürich         | 37:39  | Dukla Prag           | 21:19    | 16:20     |
| Wybrzeże Gdańsk         | ??:??  | IKN Larnaka          | 30:15    | ??:??     |
| Elgorriaga Bidasoa Irún | 33:31  | Sporting Neerpelt    | 15:14    | 18:17     |
| Steaua Bukarest         | 53:51  | Redbergslids IK      | 28:21    | 25:30     |
| SC Empor Rostock        | 37:40  | TUSEM Essen          | 22:19    | 16:21     |

## Viertelfinale
|                      | Gesamt |                         | Hinspiel | Rückspiel |
| -------------------- | ------ | ----------------------- | -------- | --------- |
| Víkingur Reykjavík   | 39:49  | ZSKA Moskau             | 19:24    | 20:25     |
| Metaloplastika Šabac | 51:44  | Dukla Prag              | 25:22    | 26:22     |
| Wybrzeże Gdańsk      | 33:38  | Elgorriaga Bidasoa Irún | 19:19    | 14:19     |
| TUSEM Essen          | 51:44  | Steaua Bukarest         | 16:11    | 24:24     |

## Halbfinale
|                      | Gesamt |                         | Hinspiel | Rückspiel |
| -------------------- | ------ | ----------------------- | -------- | --------- |
| Metaloplastika Šabac | 40:40* | ZSKA Moskau             | 24:24    | 16:16     |
| TUSEM Essen          | 34:26  | Elgorriaga Bidasoa Irún | 22:07    | 12:19     |

*ZSKA Moskau zieht auf Grund der Auswärtstorregel ins Finale ein.

## Finale
|             | Gesamt |             | Hinspiel | Rückspiel |
| ----------- | ------ | ----------- | -------- | --------- |
| ZSKA MOSKAU | 36:36* | TUSEM Essen | 18:15    | 18:21     |

*ZSKA MOSKAU gewinnt auf Grund der Auswärtstorregel das Finale.
 TuSEM Essen – ZSKA Moskau  21:18 (13:5)
24. Mai 1988 in Essen, Grugahalle, 8.000 Zuschauer.
TuSEM Essen: Stefan Hecker, Detlef Böhme (n.e.) – Jochen Fraatz (12/1), Alfreð Gíslason (6), Peter Quarti (3), Peter Krebs  , Thomas Happe , Wolfgang Kubitzki , Thorsten Stoschek, Jörg Spreitzer, Jörg Liekenbrock, Fred Tonder (n.e.), Reinhard van der Heusen (n.e.)
Trainer: Hans-Dieter Schmitz
ZSKA Moskau: Nikolai Schukow, Michail Lewin – Michail Wassiljew  (5), Juri Sacharow  (4/1), Wadim Mursakow (3), Igor Sasankow (3), Igor Zubjuk  (1), Nikolai Ermolin (1), Alexander Rymanow  (1), Igor Wlaskin , Wladimir Manuilenko, Juri Schitnikow
Trainer:: Valerij Melnik
Schiedsrichter:  Joszef Ambrus und Vazlaw Formanek